# Papilio horribilis
Espèce
Papilio horribilis ou Machaon terrible est une espèce de lépidoptères (papillons) de la famille des Papilionidae. Cette espèce est présente dans le Golfe de Guinée (Guinée, Sierra Leone, Libéria, Côte-d'Ivoire, Ghana). L'espèce vit dans les forêts tropicales humides.

## Description

### Imago
Le dimorphisme sexuel est faible. À l'avers les ailes sont noires. Les ailes antérieures portent une large macule blanche traversée de veines noires, une macule plus petite de même couleur au-dessus de la cellule et une petite macule à l'apex de l'aile. Les ailes postérieures ont des queues légèrement spatulées. Elles portent une bande blanche traversée de veines noires, quatre macules submarginales arrondies de même couleur (ce qui la distingue de Papilio hesperus), ainsi qu'un petit point orangé dans l'angle anal.
Au revers les ailes sont marron foncé. Les motifs des ailes antérieures sont similaires mais les ailes sont plus claires à l'apex. La bande crème des ailes postérieures est en partie couverte de marron. Le point orangé de l'angle anal est absent et les macules submarginales sont presque effacées.

## Écologie
La femelle pond ses œufs sur la plante-hôte. Cette espèce utilise probablement comme plante-hôte Beilschmiedia manni. La chenille passe par cinq stades avant de se transformer en chrysalide, et la chrysalide est maintenue tête en haut par une ceinture de soie, comme chez les espèces proches. 
Les adultes ne sont pas rares dans un habitat approprié. Le vol est rapide, les mâles plongent depuis la canopé et se déplacent entre la canopé et le niveau du sol, visitant souvent des fleurs telles que celles de des Mussaenda. Ils sont territoriaux et volent haut dans les clairières, chassant les mâles rivaux, entre 10h et 12h.

## Habitat et répartition
Papilio horribilis vit dans le golfe de Guinée, situé dans l'écozone afrotropicale : Guinée (sud), Sierra Leone, Libéria, Côte-d'Ivoire, Ghana. L'espèce vit dans les forêts tropicales humides en bon état.

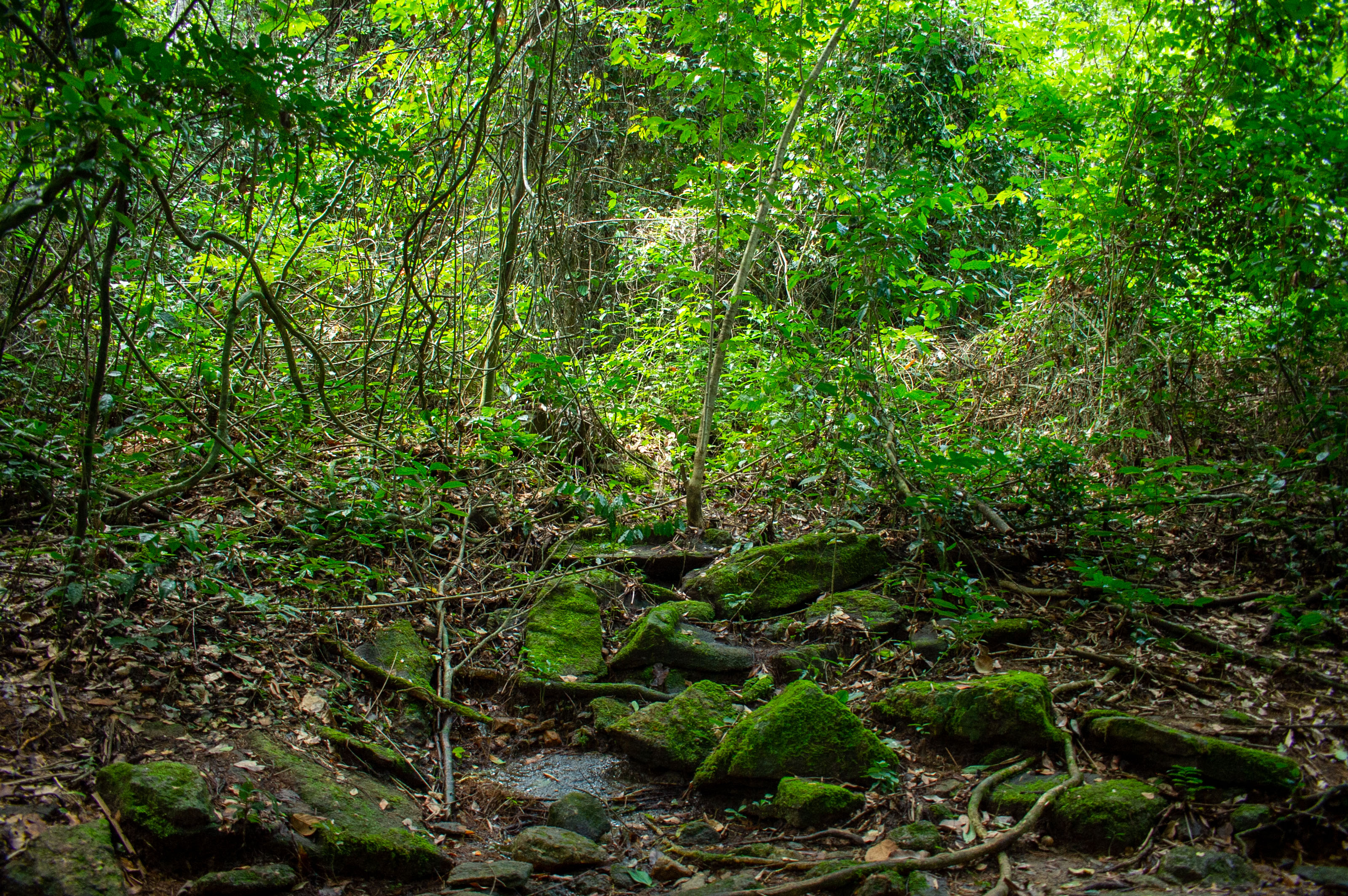
Forêt du parc national de Kakum (Ghana)
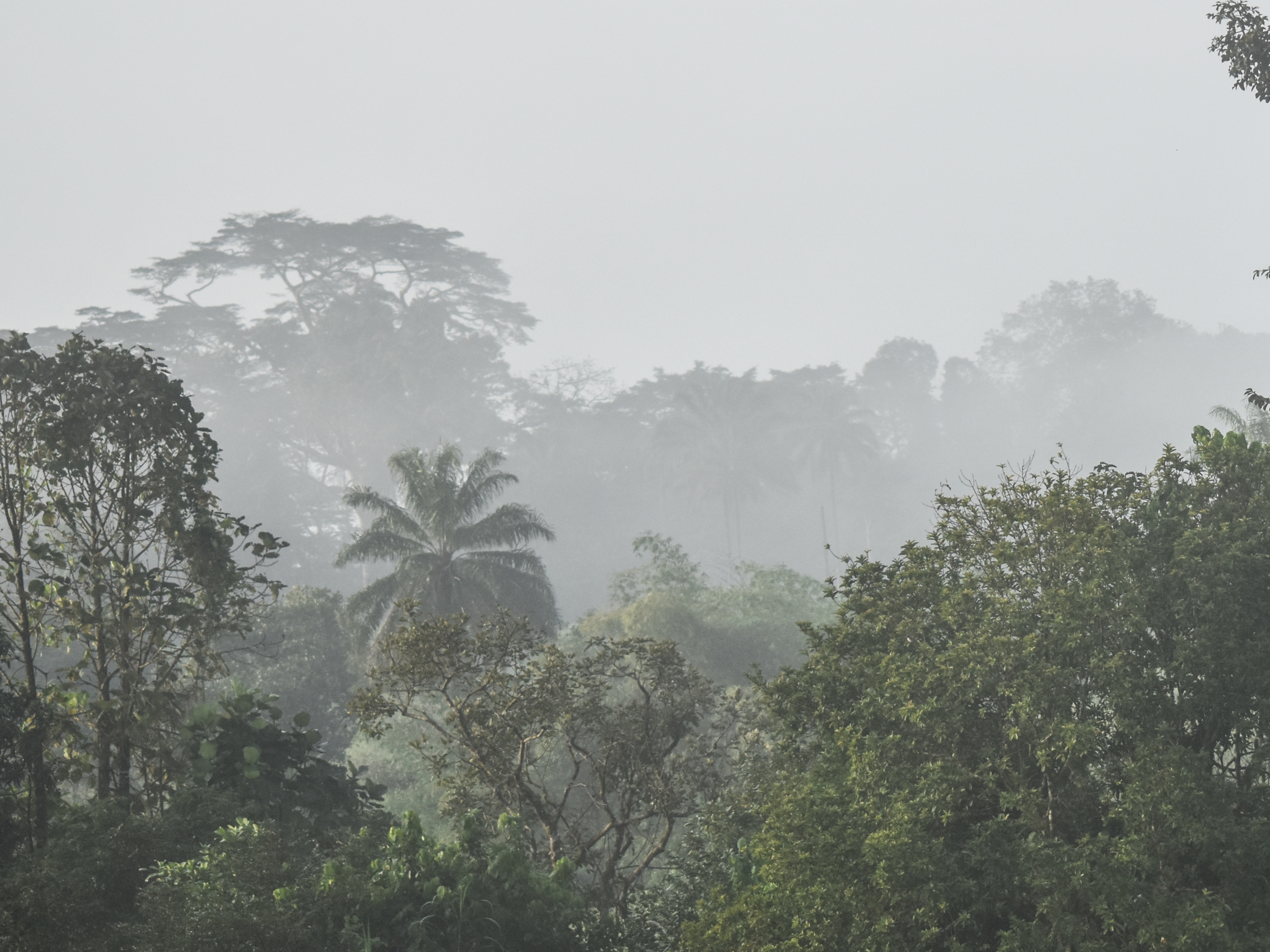
Forêt tropicale humide du massif de Ziama (Guinée)

## Systématique
L'espèce Papilio horribilis a été décrite pour la première fois en 1874 par l'entomologiste Arthur Gardiner Butler dans Lepidoptera exotica.

## Papilio horribiliset l'Homme

### Nom vernaculaire
L'espèce est appelée "Western Emperor Swallowtail" en anglais.

### Menaces et conservation
Papilio euphranor n'est pas évalué par l'UICN. Cette espèce n'est pas rare dans un milieu favorable.